# Symphyosirinia galii
Symphyosirinia galii är en svampart som beskrevs av E.A. Ellis 1956. Symphyosirinia galii ingår i släktet Symphyosirinia och familjen Helotiaceae.   Inga underarter finns listade i Catalogue of Life.